# Zygmunt Wincenty Strzałecki

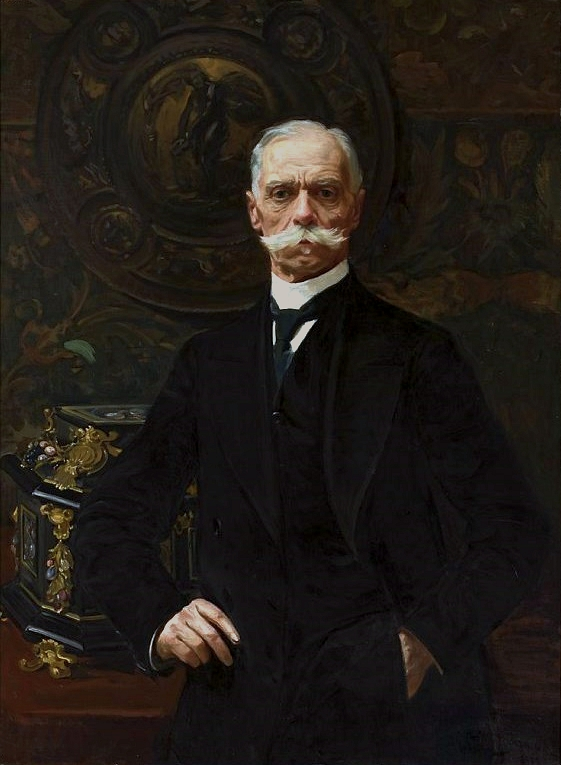
Portret Antoniego Strzałeckiego

Zygmunt Wincenty Rudolf Strzałecki (ur. 21 stycznia 1873 w Warszawie, zm. 2 września 1946 tamże) – polski malarz i konserwator dzieł sztuki.

## Życiorys
Urodził się 21 stycznia 1873 w Warszawie w rodzinie Antoniego Jana herbu Oksza i jego żony Heleny z domy Wołk. Ojciec jego prowadził firmę dekoratorsko-konserwatorską, która wykonywała prace dla Zamku Królewskiego w Warszawie, Łazienek, Wilanowa, Belwederu i rezydencji magnackich na Kresach.
Ukończył szkołę realną w Warszawie oraz Klasę Rysunku Wojciecha Gersona. Studiował w Paryżu u Paula Besnarda a następnie podróżował po Francji, Belgii, Holandii i Hiszpanii i parę lat przebywał we Włoszech.
W 1899 powrócił do Warszawy i podjął pracę w firmie ojca. Brał udział w wielu pracach konserwatorskich i dekoracyjnych w pałacach i zamkach Królestwa Polskiego i ziemiach zabranych, m.in. w Antoninach, Białejcerkwi, Białowieży, Jabłonnie, Klemensowie, Natolinie, Spale i Wilanowie.
W 1907 otrzymał od ojca dom na ulicy Topiel 16 w Warszawie i cały zbiór XIX-wiecznego malarstwa polskiego a w 1916 przejął rodzinną firmę. Z powodu braku zamówień i trudności firma została zlikwidowana w połowie lat dwudziestych. Zygmunt Strzałecki był uzdolniony muzycznie i przyjaźnił się z Stanisławem Szpinalskim, Karolem Szymanowskim i Henrykiem Sztompką.

## Twórczość
Obrazy na wystawie w Towarzystwie Zachęty Sztuk Pięknych w Warszawie "Głowa kobiety" (1891), ""Jarzyny" oraz "Jarzyny i owoce" (1893), "Scenę z karnawału" (1895), "Uśmiech" (1898), "Wiosna" (1899). Namalował kilka portretów swojego ojca, jak również synów i Jadwigi żony Tomasza. Wykonał również wiele obrazów na zamówienia kościelne.

## Życie rodzinne
Żonaty z Kazimierą Gertrudą z domu Karpińska, miał czworo dzieci: Janusza (malarza-kapistę), Halinę, Stanisława i Tomasza. Zmarł 2 września 1946 w Warszawie w szpitalu na Chocimskiej i pochowany został na cmentarzu powązkowskim w Warszawie.